# Frances Ha
Frances Ha è un film del 2012 diretto da Noah Baumbach e scritto da Baumbach e Greta Gerwig, che ne è anche protagonista. Il film è stato presentato al Telluride Film Festival nel settembre 2012 ed è stato distribuito internazionalmente nel 2013.

## Trama
Frances Halladay è un'aspirante ballerina di 27 anni, che abita con la sua migliore amica Sophie a Brooklyn. All'inizio della storia, Dan le chiede di andare a vivere con lui, lasciando l'appartamento che Frances divide con Sophie. Frances si rifiuta di lasciare Sophie, ma non è ricambiata, poiché l'amica, subito dopo, le comunica che andrà ad abitare in un loft a Tribeca, facendo il grande salto da Brooklyn a Manhattan. Frances abbozza, ma si capisce che è molto delusa, l'amicizia con Sophie è la cosa più importante per lei. Comunque trova un altro appartamento in compagnia di due artisti coetanei, Lev e Benji.
Felice della nuova vita, Frances corre per strada sulle note di Modern Love di David Bowie. Si instaura un rapporto di grande vicinanza con Ben, ma è costretta a lasciare l'appartamento perché non riesce a pagare l'affitto, visto che viene licenziata dalla scuola di danza in cui lavora. Torna dai genitori, alla periferia di Sacramento, dove passa un Natale in famiglia, rivedendo gli amici del college.
Depressione e senso di abbandono si colgono, dopo tanti festeggiamenti, nell'espressione disperata con cui riprende l'aereo per New York. Frances chiede ospitalità ad una ex collega e durante una cena con alcuni conoscenti viene menzionato un pied-à-terre a Parigi, dove Frances si inventa un weekend, passando due giorni solitari e tristi, senza incontrare nessuno e scaricando gli ultimi dollari dalla sua carta di credito. Tornata a NYC, la sua ex datrice di lavoro le offre un lavoro come segretaria, ma lei rifiuta sdegnosamente, pensando ancora di voler fare la danzatrice.
Accetta un lavoro temporaneo come assistente per gli studenti del suo vecchio college e si sistema in un triste dormitorio di Poughkeepsie. Lì incontra casualmente Sophie, trasferitasi in Giappone per seguire il fidanzato, che le comunica che si sposerà. Le due ragazze si riconciliano. Alla fine Frances accetta il lavoro di segretaria e comincia a creare coreografie per giovani esordienti.
Il film si conclude con la presentazione di una sua coreografia, che ha molto successo, e l'inizio di una nuova vita, nel suo nuovo appartamento in Washington Heights. Dove il suo nome, troppo lungo per la cassetta della posta, diventa Frances Ha.

## Colonna sonora
I realizzatori hanno incluso un certo numero di canzoni pop, tra cui Every 1's a Winner di Hot Chocolate, Rocks Off di The Rolling Stones, Blue Sway di Paul McCartney, Chrome Sitar di T. Rex e Modern Love di David Bowie: quest'ultima sequenza è un omaggio al film di Leos Carax, Rosso sangue, dove Denis Lavant corre per le strade come Greta Gerwig, con la stessa colonna sonora. La scelta musicale è un omaggio anche a diversi film della Nouvelle Vague con musiche di Georges Delerue, Jean Constantin, Antoine Duhamel e una canzone di Felix Laband.

## Accoglienza
Frances Ha è stato accolto con grande interesse dalla critica. Sulla base di 136 recensioni raccolte dal sito di aggregazione Rotten Tomatoes, il film riceve un 93% di "Certified Fresh" come indice di gradimento, con un punteggio medio di 7,9/10. Il commento del sito è: "Il pubblico dovrà tollerare una certa deriva narrativa che, grazie alla sensibilità della regia di Noah Baumbach e a una performance accattivante di Greta Gerwig, sarà facilmente perdonabile". Metacritic assegna un punteggio medio di 82/100, indicando un "plauso universale" basato su 35 recensioni

## Riconoscimenti
| Elenco dei riconoscimenti                 | Elenco dei riconoscimenti                               | Elenco dei riconoscimenti                                                  | Elenco dei riconoscimenti |
| Premio / Film Festival                    | Categoria                                               | Destinatario                                                               | Risultato                 |
| ----------------------------------------- | ------------------------------------------------------- | -------------------------------------------------------------------------- | ------------------------- |
| Bodil Awards                              | Miglior film americano                                  | Frances Ha                                                                 | Candidato/a               |
| British Independent Film Awards           | Miglior film internazionale indipendente                | Frances Ha                                                                 | Candidato/a               |
| Broadcast Film Critics Association Awards | Miglior attrice                                         | Greta Gerwig                                                               | Candidato/a               |
| Casting Society of America                | Miglior risultato nel casting di un film a basso budget | Douglas Aibel (direttore del casting), Henry Russell Bergstein (associato) | Candidato/a               |
| Central Ohio Film Critics Association     | Miglior film                                            | Frances Ha                                                                 | Candidato/a               |
| Central Ohio Film Critics Association     | Migliore attrice                                        | Greta Gerwig                                                               | Candidato/a               |
| Golden Globe                              | Miglior attrice                                         | Greta Gerwig                                                               | Candidato/a               |
| Independent Spirit Awards                 | Miglior film                                            | Noah Baumbach, Scott Rudin, Lila Yacoub and Rodrigo Teixeira               | Candidato/a               |
| Independent Spirit Awards                 | Miglior montaggio                                       | Jennifer Lame                                                              | Candidato/a               |
| London Film Critics Circle Film Awards    | Film dell'anno                                          | Frances Ha                                                                 | Candidato/a               |
| London Film Critics Circle Film Awards    | Attrice dell'anno                                       | Greta Gerwig                                                               | Candidato/a               |
| London Film Critics Circle Film Awards    | Risultato tecnico dell'anno                             | Sam Levy (cinematography)                                                  | Candidato/a               |
| Tallinn Black Nights Film Festival        | Premio del pubblico                                     | Noah Baumbach                                                              | 3º posto                  |
| Toronto Film Critics Association Awards   | Miglior attrice                                         | Greta Gerwig                                                               | 2º posto                  |
| Vancouver Film Critics Circle             | Miglior attrice                                         | Greta Gerwig                                                               | Candidato/a               |